# Eleições presidenciais portuguesas de Agosto de 1915
As terceiras eleições presidenciais portuguesas decorreram em sessão especial do Congresso da República, no dia 6 de Agosto de 1915, dois meses antes do termo do período presidencial anterior, por imposição do artigo 38.º da Constituição de 1911.
Nos termos da Constituição Política da República Portuguesa de 1911 que então vigorava, o Presidente da República era eleito através de sufrágio indireto, requerendo pelo menos dois terços dos votos das duas Câmaras (Deputados e Senado) do Congresso da República reunidas em sessão conjunta.
Como nenhum dos votados tivesse obtido a maioria de dois terços, procedeu-se, por duas vezes, a novo escrutínio, tendo sido eleito ao terceiro escrutínio Bernardino Luís Machado Guimarães, contra o segundo candidato mais votado, o General Correia Barreto. Bernardino Machado tomou posse do cargo, jurando fidelidade à Constituição, pelas 14h40, na sessão do Congresso de 5 de Outubro de 1915.

## Resultados
| Candidato       | Candidato                      | Partido               | 1ª Volta | 1ª Volta        | 2ª Volta | 2ª Volta        | 3ª Volta | 3ª Volta        |
| Candidato       | Candidato                      | Partido               | Votos    | %               | Votos    | %               | Votos    | %               |
| --------------- | ------------------------------ | --------------------- | -------- | --------------- | -------- | --------------- | -------- | --------------- |
|                 | Bernardino Machado             | Partido Democrático   | 71       | 37,57 / 100,00  | 75       | 40,54 / 100,00  | 134      | 74,86 / 100,00  |
|                 | António Xavier Correia Barreto | Partido Democrático   | 44       | 23,28 / 100,00  | 45       | 24,32 / 100,00  | 18       | 10,06 / 100,00  |
|                 | Abílio Guerra Junqueiro        | Partido Evolucionista | 33       | 17,46 / 100,00  | 30       | 16,22 / 100,00  |          |                 |
|                 | Duarte Leite                   | Partido Unionista     | 20       | 10,58 / 100,00  | 19       | 10,27 / 100,00  |          |                 |
|                 | Augusto Alves da Veiga         | Partido Democrático   | 4        | 2,12 / 100,00   | 4        | 2,16 / 100,00   |          |                 |
|                 | Joaquim Pedro Martins          | Independente          | 1        | 0,53 / 100,00   |          |                 |          |                 |
|                 | José Ernesto de Sousa Caldas   | Independente          | 1        | 0,53 / 100,00   |          |                 |          |                 |
| Votos em Branco | Votos em Branco                | Votos em Branco       | 15       | 7,94 / 100,00   | 12       | 6,49 / 100,00   | 27       | 15,08 / 100,00  |
| Total           | Total                          | Total                 | 189      | 100,00 / 100,00 | 185      | 100,00 / 100,00 | 179      | 100,00 / 100,00 |

Arquivo Histórico Parlamentar